# Bert Berns
Bertrand Russell Berns (Nueva York, 8 de noviembre de 1929 – 30 de diciembre de 1967) más conocido como Bert Berns fue un compositor y productor discográfico norteamericano. Autor de canciones como Everybody needs somebody to love, Twist and Shout, Piece of My Heart, Here Comes the Night, Cry Baby, I Want Candy o Cry to Me, piezas clave del repertorio musical de artistas como Janis Joplin, Van Morrison, The Beatles, Solomon Burke o The Exciters.

## Biografía
Bert Berns, hijo de inmigrantes judíos rusos, nació en el Bronx, Nueva York en medio de la Gran Depresión de 1929. De niño contrajo una fiebre reumática que lo mantuvo en cama durante una buena temporada y que dejó afectado su corazón de por vida. Durante su convalecencia escuchaba por la ventana de su habitación los ritmos latinos y afrocaribeños que inundaban el barrio. De adolescente frecuentaba los clubes y discotecas de música latina y en 1958 se marchó a La Habana, justo antes de la Revolución Cubana. 
Tras regresar de Cuba, comienza a trabajar como compositor para compañías discográficas en el célebre Brill Building de Nueva York. Su primer éxito fue “A Little Bit of Soap”, interpretada por The Jarmels en 1961. Un año más tarde, los Isley Brothers grabaron “Twist and Shout”, escrita por Berns y Phil Medley. Ese mismo año compone “Tell Him” para The Exciters y “Cry to Me” para Solomon Burke en Atlantic Records y “Cry Baby” para Garnet Mimms.
El trabajo de Berns con Solomon Burke llama la atención de los directivos de Atlantic Records, Ahmet Ertegün y Jerry Wexler, que en 1963 lo contratan como productor. Comienza entonces a escribir y producir temas para The Drifters ("Under the Boardwalk", "Saturday Night at the Movies"), Solomon Burke ("Everybody Needs Somebody to Love"), Barbara Lewis ("Baby I'm Yours" y "Make Me Your Baby"), Ben E. King o Wilson Pickett.
A partir de 1964 algunas bandas de la llamada British Invasion comienzan a grabar temas de Bern, The Beatles ("Twist and Shout'), The Rolling Stones ("Cry to Me') o The Animals ("Baby Let Me Take You Home'). Por este motivo viaja varias veces a Londres donde trabaja para Decca Records con Them, la banda de Van Morrison, para quienes produce “Here Comes the Night” y “Baby Please Don’t Go”.
En 1965, Berns funda su propio sello discográfico, Bang Records. Bang fue la plataforma de lanzamiento de artistas como The McCoys  ("Hang on Sloopy"), The Strangeloves  ("I Want Candy"),  Van Morrison ("Brown Eyed Girl") o  Neil Diamond ("Solitary Man" and "Cherry Cherry"). 
En 1966 funda Shout Records, un proyecto paralelo a Bang Records, con el que busca dar salida a su gran pasión, el soul y el Rhythm and blues. En Shout escribe y produce su último gran éxito “Piece of My Heart” para Erma Franklin (la hermana mayor de Aretha). La canción fue un auténtico hit del R&B en Estados Unidos y llegó al número 62 de la lista estadounidense de Pop Singles de 1967. La canción llegó a ser un éxito incluso mayor cuando a penas unos meses más tarde fue versionada por Big Brother and the Holding Company, con una todavía desconocida Janis Joplin al frente. La canción fue incluida en el álbum Cheap Thrills llegando al número 12 de las listas de sencillos de los Estados Unidos en 1968.

## Fallecimiento y legado
Berns, que desde niño sufría problemas cardíacos, falleció del 30 de diciembre de 1967 de un ataque al corazón a los 38 años. Su viuda culpó al cantante Van Morrison de haberlo matado a disgustos debido a los continuos choques entre ambos durante la preparación del que iba a ser el primer trabajo en solitario del norirlandés y que Berns estaba produciendo para Bang Records.
Bert Berns es considerado como uno de los más importantes e influyentes compositores de su generación, a la par con Jerry Leiber y Mike Stoller o Lamond Dozier y los hermanos Holland. Más allá de su enorme contribución a artistas como los Isley Brothers, The Exciters, Solomon Burke, The Drifters, Ben E. King, Van Morrison y Neil Diamond, Berns se caracterizó por llevar los ritmos latinos a la música soul y el soul al rock and roll.
En 2014 se estrenó en el Pershing Square Signature Center de Nueva York el musical "Piece of My Heart: The Bert Berns Story" de Daniel Goldfarb,  basado en la vida y la obra de Bert Berns.

## Principales Singles
- "A Little Bit of Soap" The Jarmels (1961)
- "Twist and Shout" The Top Notes (1961) / The Isley Brothers (1962) / The Beatles (1963)
- "Cry to Me" Solomon Burke (1962) / The Rolling Stones (1965)
- "Tell Him" The Exciters (1962)
- "Cry Baby" Garnet Mimms (1963) / Janis Joplin (1971)
- "One Way Love" The Drifters (1963) / Cliff Bennett and the Rebel Rousers (1964)
- "I Don't Want To Go On Without You" The Drifters (1964) / The Moody Blues (1965)
- "Everybody Needs Somebody to Love" Solomon Burke (1964) / Wilson Pickett (1967)
- "Baby Let Me Take You Home" The Animals (1964)
- "Here Comes the Night" Lulu (1964) / Them (1965)
- "I Want Candy" The Strangeloves (1965) / Bow Wow Wow (1982)
- "Hang on Sloopy" The McCoys (1965)
- "Down in the Valley" Solomon Burke (1964) Otis Redding (1965)
- "I'll Take Good Care Of You" Garnet Mimms (1967)
- "Are You Lonely For Me Baby" Freddie Scott (1967)
- "Piece of My Heart" Erma Franklin (1967) / Big Brother and the Holding Company con Janis Joplin (1968) / Dusty Springfield (1968)
- "Twenty Five Miles" Edwin Starr (1968)